# 松田大輔
松田 大輔（まつだ だいすけ、1977年3月2日 - ）は、日本のお笑い芸人。お笑いコンビ「東京ダイナマイト」のボケ担当。本名、杉 大輔（すぎ だいすけ）。所属事務所は吉本興業。また、ドラマや舞台で俳優としても活動している。

## 来歴

### コンビ結成
元々、名古屋で青木さやかを含む5人組ユニット「温泉こんにゃくアクロバットショー」で活動していた。それ以前には素人として中京ローカルの番組『電波結社バババ団』に「M&M」というコンビで出演し、フォークダンスDE成子坂と合同コントを披露していた事がある。
2001年10月、ピン芸人として『爆笑オンエアバトル』に一度出演し、425KBでオンエアを獲得。その時に披露したネタはエアウォーカーを使用したもの。当時はディクターランドに所属。
2001年12月に「東京ダイナマイト」としてハチミツ二郎とコンビを結成した。相方ハチミツ二郎とは、青木が松田を紹介する形で知り合った。東京ダイナマイトのコンセプトに合わなかったため実現しなかったが、青木は自分も加わりトリオでやりたかったという。

### 所属変更
2008年6月20日、松田が所属する東京ダイナマイトが「キングオブコント2008」開催記者会見上で「オフィス北野を辞めてきた」と電撃発表し、その後フリー宣言を経て同年9月5日にオスカープロモーションと契約した。
松田は広告契約の関係からすぐには退社できなかったが、2009年3月に退社。ハチミツも3月15日にオスカープロモーションを退社し、2009年4月、コンビ揃ってフリーとなる。2009年8月24日、公式ブログで、よしもとクリエイティブ・エージェンシー所属になった事を発表。

## 人物
身長178cm、体重77kg。血液型はO型、趣味・特技はサッカー・釣り・スノーボード・キックボクシング。
大垣日本大学高等学校卒業。2016年8月14日より岐阜県揖斐郡大野町観光大使。
2007年6月5日に、コンゴ人の血を引くクォーターの一般女性と結婚した。同年12月6日、第一子である男子が誕生したが、2011年に離婚した。
自身が出演するラジオ番組『アッパレやってまーす!』（MBSラジオ）で、このWikipediaページを充実させるためのコーナーが設けられたが、荒らし行為と判断されるような編集が続き、当ページを永久に編集できなくなる危険性が生じたため、急遽Twitterのフォロワー数を増やすコーナーに変更された。
2020年1月28日放送の『アッパレやってまーす!』で、一般人女性と再婚したことを発表した。婿養子となり、本名が「杉 大輔」となったことも公表した。

## 単独での出演

### テレビ
- 電波結社バババ団（中京テレビ）※素人時代
- 新しい波8（フジテレビ、2000年6月16日）
- 爆笑オンエアバトル（NHK総合テレビジョン、2001年10月20日）[5]
- LF+Rモーニング YOUNG LIVE JAPAN（BSフジ）
- ヤングライブニッポンLF+RミュージックTV（BSフジ）
- お笑いメリーゴーランド[22]（2008年3月22日、TBS）
- 雨上がり決死隊のトーク番組アメトーーク! [23]（テレビ朝日） - 「ええ声芸人」「バツイチつらいよ芸人」「海外ドラマ 24 TWENTY FOUR芸人」
- ロンブー淳・結婚記念 結婚できない司会者と嫁いる芸人 3時間SP[24]（2013年10月10日、テレビ朝日）
- オトナヘノベル[25]（NHKEテレ、2015年4月 - 2017年3月） - 語り
- 中川家&コント（BSフジ、2017年10月1日、2018年3月17日（単発）、2019年1月 - ）レギュラー出演[26]

### ドラマ
- ほんとにあった怖い話スペシャル6「格安物件」[27]（2005年、フジテレビ）
- 土曜ワイド劇場「デパート仕掛け人!天王寺珠美の殺人推理7」[28]（2014年5月17日、朝日放送） - 金子明昌 役
- 金曜プレミアム「潔癖クンの殺人ファイル2」[29]
- 家族だから愛したんじゃなくて、愛したのが家族だった{2023年5月14日 - 7月16日、NHKBSプレミアム) - 田口太郎 役
- ゴースト・オブ・レディオ〜バチボコ怖い心霊バスツアー〜 ディレクターズカット版（2025年2月16日、WOWOW） - 中西 役[30]
- イグナイト -法の無法者- 第4話（2025年5月9日、TBS） - 熊本 役[31]
- レプリカ 元妻の復讐 第5話・第6話（2025年8月4日・11日、テレビ東京） - 進藤直人 役

### 配信ドラマ
- ゴースト・オブ・レディオ〜バチボコ怖い心霊バスツアー〜（2024年11月17日・29日、Streaming+・PIA LIVE STREAM） - 中西 役[32]

### 映画
- CASINOカジノ[33]（2008年3月31日）
- サンブンノイチ[34]（2014年4月1日）
- ファーストキス 1ST KISS[35]（2025年2月7日）

### ラジオ
- MBS（毎日放送）アッパレやってまーす!火曜日[36]（2018年4月 - 2020年3月）
- 松田LOCKS! - スマホLOCKS! / SCHOOL OF LOCK![4]（2014年 - 、TOKYO FM）

### CM
- マクドナルド ハッピーセット[2]（2009年3月） - ナレーション

### MV
- 湘南乃風「雪月花」[2]（2013年）

### 舞台
- 「ソウサイノチチル」[2]
- 「されど、もとより、あるかなた」[37]（2017年）
- 「東京のぺいん」[38]（2017年）
- 「カメレオンラプソディー」[39]（2018年）
- 「ゴミノクワイ」[40]（2018年）
- 「フクロウガスム」[41](2019年)
- 「愛称→蔑称」[42]
- 「同姓同名」（2024年）[43]
- 「〜春の朗読祭〜お団子よりもお花を愛でて」（2024年）[44]
- 「大渋滞 2024」（2024年）[45]
- 「ひと」（2024年）[46]
- 「HUNTER×HUNTER THE STAGE 3」（2025年）[47]
- 朗読劇「また、桜の国で」（2025年）[48]
- 「ドラマプランニング」（2025年公演予定）[49]